# Prunet (Ardèche)
Prunet település Franciaországban, Ardèche megyében. Lakosainak száma 134 fő (2022. január 1.). Prunet Chazeaux, Jaujac, Joannas, Lentillères, Rocher és Saint-Cirgues-de-Prades községekkel határos.

## Népesség
A település népességének változása:
| Lakosok száma | 150  | 113  | 103  | 133  | 133  | 132  | 132  | 135  | 136  | 134  |
|               | 1968 | 1982 | 1990 | 2006 | 2013 | 2015 | 2017 | 2019 | 2020 | 2022 |